# Slieve Donard
Slieve Donard (irl. Sliabh Dónairt; według różnych źródeł 849–852 m n.p.m.) – szczyt w górach Mourne w hrabstwie Down w prowincji Ulster. Zbudowany z granitów – najwyższy szczyt Irlandii Północnej. Przez zbocza i wierzchołek Slieve Donard przebiega Mur Mourne. Przez góry Mourne biegnie znany turystyczny szlak Ulster Way.